# SN 2002iv
SN 2002iv – supernowa typu Ia odkryta 30 października 2002 roku w galaktyce A021916-0744. W momencie odkrycia miała maksymalną jasność 20,90m.